# Lista över Simpsons-böcker
Det här är en lista över officiella böcker relaterade till Simpsons utgivna på engelska och svenska.

## Svenska

### Böcker
- Simpsons jul 1991

## Engelska

### Böcker
- Greetings From The Simpsons (1st Edition) 1990
- The Simpsons Rainy Day Fun Book 1990
- The Simpsons Xmas Book 1990
- Maggie Simpson's Alphabet Book 1991
- Maggie Simpson's Book of Animals 1991
- Maggie Simpson's Book of Colors and Shapes 1991
- Maggie Simpson's Counting Book 1991
- The Simpsons Fun In The Sun Book 1991
- Making Faces With The Simpsons: A Book of Masks' 1992
- Bart Simpson's Guide To Life 1993
- Cartooning With The Simpsons 1998
- The Simpsons Guide To Springfield: An 'Are We There Yet?' Book 2000
- The Simpsons Songbook 2002
- The Simpsons Jigsaw Book 2003
- The Simpsons Uncensored Family Album 2005
- Greetings From The Simpsons (2nd Edition): Another 'Are We There Yet?' Book 2006
- The Simpsons Masterpiece Gallery: A Big Book Of Posters 2007
- The Simpsons Handbook 2007
- The Simpsons Ultra-Jumbo Rain Or Shine Fun Book 2008

### The Simpsons Library of Wisdom
- The Homer Book
- The Bart Book
- The Ralph Wiggum Book
- Comic Book Guy's Book of Pop Culture
- The Lisa Book
- The Krusty Book
- Flanders' Book of Faith
- The Book of Moe
- The Marge Book
- The Chief Wiggum Book of Crime and Punishment

### Episodguider
- The Simpsons: A Complete Guide to Our Favorite Family (S1-8) ISBN 0-06-095252-0
- The Simpsons Forever!: A Complete Guide to Our Favorite Family ...Continued (S9-10) ISBN 0-06-098763-4
- The Simpsons Beyond Forever!: A Complete Guide to Our Favorite Family ...Still Continued (S11-12) ISBN 0-06-050592-3
- The Ultimate Simpsons in a Big Ol' Box: A Complete Guide to Our Favorite Family Seasons 1-12 (S1-12) ISBN 0-06-051630-5
- The Simpsons One Step Beyond Forever!: A Complete Guide to Our Favorite Family ...Continued Yet Again (S13-14) ISBN 0-06-081754-2
- Simpsons World The Ultimate Episode Guide: Seasons 1-20 (S1-20)